# Phare de Punta Palau
Le phare de Punta Palau (Italien :Faro di Punta Palau) est un phare situé à l'extrémité d'un promontoire au nord-ouest du port de Palau, devant l'archipel de La Maddalena, en mer Tyrrhénienne, dans la province d'Olbia-Tempio (Sardaigne), en Italie.

## Histoire
Le premier phare a été créé en 1935 et il a été remplacé par l'actuel dans les années 1960. Le phare est entièrement automatisé et il est alimenté à l'énergie solaire et géré par la Marina Militare.

## Description
Le phare  se compose d'une tour cylindrique en maçonnerie de 10 m de haut, avec galerie et petite lanterne. La tour est peinte en blanc avec la galerie verte et le dôme de la lanterne est gris métallisé. Il émet, à une hauteur focale de 15 m, deux éclats verts toutes les 10 secondes. Sa portée est de 4 milles nautiques (environ 7.5 km).
Identifiant : ARLHS : SAR035 ; EF-1034 - Amirauté : E0988 - NGA : 8832 .

## Caractéristique dufeu maritime
Fréquence : 10 secondes (G)
- Lumière : 1 seconde
- Obscurité : 1.5 secondes
- Lumière : 1 seconde
- Obscurité : 6.5 secondes

|             |
| Punta Palau |

|          |
| Le phare |

### Lien connexe
- Liste des phares de la Sardaigne